# Lidia Valentín

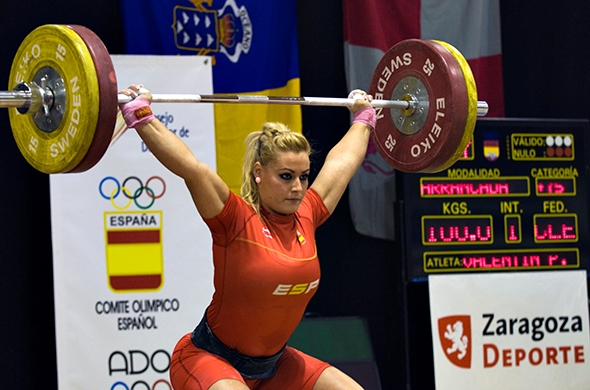
Lidia Valentín 2008

Lidia Valentín Perez (* 10. Februar 1985 in Ponferrada) ist eine spanische Gewichtheberin.

## Karriere
In der Klasse bis 75 kg gewann Valentin bei Olympischen Spielen 2008 Silber, 2012 Gold und 2016 Bronze. Bei Weltmeisterschaften holte sie 2013 Bronze und 2017 Gold. 2014, 2015, 2017 und 2018 wurde sie Europameisterin. 2008, 2012 und 2013 errang sie bei den Europameisterschaften Silber und 2009 und 2011 Bronze.
Ursprünglich viertplatziert rückte Valentín als Olympiasiegerin 2012 nach, nachdem die drittplatzierte Weißrussin Iryna Kulescha, die erstplatzierte Kasachin Swetlana Podobedowa und die zweitplatzierte Russin Natalja Sabolotnaja des Dopings überführt wurden.